# Монталь, Пьер
Пьер Монталь (фр. Pierre Montale) — французский парфюмер, создатель бренда духов «Montale» и «Mancera».

## Биография
Пьер Монталь родился во Франции. Учился в версальском Международном университете парфюмерии (ISIPCA). С юношеских лет восхищался культурой и историей Востока. Прожив год в Саудовской Аравии, Монталь вдохновился местным колоритом и решил создавать свой аромат с добавлением восточной нотки. Дата рождения парфюмера неизвестна. Монталь не любит быть на виду. Это всё больше подогревает интерес покупателей к его бренду.

## Карьера
Пьер Монталь начал разрабатывать свои ароматы в 2003 году. Вернувшись из путешествия по Востоку, Монталь создал свои первые ароматы из дорогостоящего масла дерева уд. Наиболее популярными оказались такие запахи, как «Soliel de Capri», «Fougeres Marines» и «Roses Musk».